# بعضی دخترها
بعضی دخترها (انگلیسی: Some Girl(s)) یک فیلم در ژانر کمدی-درام است که در سال ۲۰۱۳ منتشر شد.

## بازیگران
- آدام برودی
- امیلی واتسون
- جنیفر موریسون
- کریستن بل
- میا مایسترو
- زویی کازان